# Liste des sous-marins du Venezuela
La liste des sous-marins du  rassemble les sous-marins commandés ou exploités par la Marine vénézuélienne au fil des ans.

## Anciens sous-marins
L’histoire de l’arme sous-marine vénézuélienne a débuté en 1960, avec la cession par les États-Unis d’un sous-marin de classe Balao provenant des surplus de l’US Navy. Deux autres bateaux américains ont suivi dans les années 1970.

### Classe Balao
- ARV Carite (S-11) ex-USS Tilefish (SS-307), 1960-1977.
- ARV Tiburon (S-12) ex-USS Cubera (SS-347), 1972-1989.

### Classe Tench
- ARV Picua (S-13) ex-USS Grenadier (SS-525), 1973-1990[2],[3].

## Sous-marins en service
En 2021, la flotte sous-marine vénézuélienne en service actif se limite à deux sous-marins diesel-électriques océaniques de type 209/A-1300 construits en Allemagne, désignés localement « Classe Sábalo ». Leur base est à Puerto Cabello, État de Carabobo, à environ 210 km à l’ouest de la capitale, Caracas. C’est le port le plus grand et le plus actif du pays. Il dispose d’installations de cale sèche avec un support pour les navires en cours d’entretien.
Ces sous-marins ont été achetés en Allemagne au milieu des années 1970 et livrés respectivement en 1976 et 1978 pour remplacer les bateaux obsolètes de la classe Tench. Ils ont reçu quelques améliorations au cours de leur temps de service, y compris des capteurs et un système d'armes amélioré, ainsi que de nouvelles batteries, mais ils restent datés.
Ils sont armés de torpilles à guidage filaire Atlas Elektronik SST-4 Seal fournies par les Allemands. Cette arme est de la génération des années 1980, mais est toujours considérée comme efficace. La SST-4 est lancée en mode swim-out pour une furtivité améliorée et une complexité réduite, et fonctionne à des profondeurs comprises entre 4 et 100 mètres. Elle est spécialement conçue pour fonctionner contre des navires de surface et elle dispose de deux modes de portée et de vitesse : 20 milles marins à 23 nœuds ou 6 milles marins à 35 nœuds. Les sous-marins ont donc une capacité anti-sous-marine limitée.
Les deux sous-marins sont les navires les plus puissants de la marine vénézuélienne, et ils pourraient constituer la plus grande menace pour tout adversaire potentiel. Cependant, les Type 209 sont d’une conception relativement ancienne et auraient déjà dû être remplacés. Le 4 mai 2020, la marine vénézuélienne a célébré ses 60 ans d’opérations sous-marines. Mais alors que la marine et le gouvernement ont félicité les sous-marins pour leur long service, les sous-marins eux-mêmes ont été étrangement absents. La force sous-marine a connu une activité minimale ces dernières années et il y a de sérieux doutes quant à savoir si l’un des deux est toujours opérationnel. Le Venezuela a commencé à réviser les bateaux localement à partir des années 2000. Mais il n’est pas clair si l’un des bateaux, le Caribe (S-32), a jamais terminé son carénage. Selon certaines informations, plusieurs entreprises impliquées avaient reculé après que les États-Unis aient imposé des sanctions au pays en octobre 2006. Et, selon des personnes familières avec la situation, l’autre bateau n’a pas été en mer depuis des années. Un des bateaux, probablement le Sábalo (S-31), est presque définitivement immobilisé à 10° 29′ 19,15″ N, 67° 59′ 47,42″ O mais était absent dans les images satellites Google Earth les plus récentes datées du 22 août 2018.
| Sous-marins | Sous-marins | Sous-marins | Sous-marins    | Sous-marins | Sous-marins       | Sous-marins        | Sous-marins   |        |
| Classe      | Origine     | Type        | Pennant number | Nom         | En service depuis | Retrait du service | Notes         | Images |
| ----------- | ----------- | ----------- | -------------- | ----------- | ----------------- | ------------------ | ------------- | ------ |
| Type 209    | Allemagne   | 209/1300    | S-31           | ARV Sábalo  | 8 juin 1976       |                    |               |        |
| Type 209    | Allemagne   | 209/1300    | S-32           | ARV Caribe  | 3 novembre 1977   | X                  | En cale sèche |        |

Vers la fin des années 2000, des négociations étaient engagées pour l'achat à la Russie de trois sous-marins de Classe Kilo 636M  pendant le mandat du président Hugo Chávez. À l’époque, Moscou a fourni au Venezuela beaucoup d’armes de haute technologie, y compris des chasseurs Soukhoï Su-30 Flanker et des missiles sol-air S-300V. Le plan était d’acheter cinq sous-marins de classe Kilo pour plus de 600 millions de dollars. Ceux-ci auraient été le modèle amélioré Project-636, et ils devaient être suivis par quatre bateaux de la classe Project-637 Amur, de technologie plus avancée. L’accord aurait donné à la marine vénézuélienne la plus grande force sous-marine d’Amérique latine mais aucun contrat n'a été officiellement finalisé et la force sous-marine n’a pas connu d’investissement majeur ces dernières années.
En septembre 2020, la marine vénézuélienne a révélé qu’elle avait acquis un mini-sous-marin VAS-525 de conception italienne. Le navire est petit, non armé et à courte portée, mais il est capable de plonger à une grande profondeur et d’atteindre 525 pieds (160 m). Il peut transporter jusqu’à trois plongeurs qui peuvent quitter le sous-marin pour effectuer des missions spécifiques, puis y retourner.